# Conophorus sackenii
Conophorus sackenii är en tvåvingeart som beskrevs av Johnson och Maughan 1953. Conophorus sackenii ingår i släktet Conophorus och familjen svävflugor. Inga underarter finns listade i Catalogue of Life.